# Distretto di Xinglongtai
Il distretto di Xinglongtai (兴隆台区S, Xīnglóngtái QūP) è un distretto della Cina, situato nella provincia di Liaoning e amministrato dalla prefettura di Panjin.